# Републиканска пътна мрежа на България
Републиканската пътна мрежа на България е мрежа от пътища в България, които осигуряват транспортни връзки от национално значение и маршрути от държавен интерес. Тя се управлява от Агенция Пътна инфраструктура. За преминаване по нея за автомобили е въведена винетна такса, която дава право на дадено пътно превозно средство да ползва пътната мрежа за определен срок. За тежкотоварните автомобили вместо винетна такса е въведена електронна тол такса.
Общата дължина на пътищата от републиканската пътна мрежа на България към 5 март 2024 г. е 19 932,1 km, от които:
- 9 автомагистрали – 879,1 km;
- 9 пътища I клас – 2975 km;
- 44 пътища II клас – 4035 km;
- 150 пътища III клас с трицифрени номера – 6400 km;
- 256 пътища III клас с четирицифрени номера – 5651 km;

Общият брой на всички автомагистрали, първокласни, второкласни и третокласни пътища в България е 468.

## Видове пътища
Републиканските пътища се класифицират според административно-стопанското си значение и функциите си в транспортната система и биват автомагистрали, скоростни пътища и пътища от първи, втори и трети клас. Те се различават от общинските пътища, които са от местно значение и осигуряват маршрути от общински интерес. Отделни републикански пътища са включени в трансевропейската транспортна мрежа.

### Автомагистрали
Автомагистралите са специално изградени и означени пътища за движение само на моторни превозни средства с високи скорости и самостоятелни платна за движение във всяка посока с разделителна ивица между тях. Всяко платно е с най-малко 2 ленти за движение и със специална лента за аварийно спиране. Пресичането с други пътища или жп линии е винаги на различни нива, а вливането и отливането на движението при тях става само на определени места (пътен възел). Автомагистралите получават номерата си (А1, А2, А3 и т.н.) по реда на строителството им. Техните номера не се пренасят върху пътищата, отклоняващи се от тях.
Изградените или предвидените за изграждане автомагистрали в България са 9 с обща дължина 1661 km. Към 5 март 2024 г. в експлоатация са 879,1 km, като още 116,64 km са в строеж. Максималната скорост за движение е 140 km/h.
| Табела | Автомагистрала        | Начало       | През                                                | Край             | Проектна дължина | В експлоатация | Завършени % |
| ------ | --------------------- | ------------ | --------------------------------------------------- | ---------------- | ---------------- | -------------- | ----------- |
|        | Тракия                | София        | Пазарджик, Пловдив, Стара Загора, Ямбол             | Бургас           | 360 km           | 360 km         | 100%        |
|        | Хемус                 | София        | Ботевград, Плевен, Велико Търново, Търговище, Шумен | Варна            | 418 km           | 191 km         | 45,69%      |
|        | Струма                | София        | Перник, Дупница, Благоевград, Сандански, Петрич     | Кулата           | 172 km           | 143 km         | 83,14%      |
|        | Марица                | АМ Тракия    | Хасково, Димитровград, Свиленград                   | Капитан Андреево | 117 km           | 117 km         | 100%        |
|        | Черно море            | Варна        | Слънчев бряг, Несебър                               | Бургас           | 103 km           | 8 km           | 7,77%       |
|        | Европа                | София        | Сливница, Драгоман                                  | ГКПП Калотина    | 63 km            | 46,5 km        | 73,81%      |
|        | Видин – Монтана       | Видин        | Димово, Ружинци                                     | Монтана          | 95 km            | 13,6 km        | 10,88%      |
|        | Русе – Велико Търново | Русе         | Бяла                                                | Велико Търново   | 133 km           | 0 km           | 0%          |
|        | Рила                  | ГКПП Гюешево | Кюстендил, Дупница, Самоков                         | АМ Тракия        | 170 km           | 0 km           | 0%          |
| Общо   | Общо                  | Общо         | Общо                                                | Общо             | 1661 km          | 879,1 km       | 52,93%      |

### Скоростни пътища
Скоростните пътища са специално изградени и означени за движение само на моторни превозни средства с високи скорости и с подобни на автомагистралите характеристики, но без специална лента за аварийно спиране. Вместо това те имат площадки за принудително спиране. Друга разлика е, че връзките към прилежащи територии са чрез локално платно. Максималната скорост за движение е 120 km/h.
Към 2012 г. в България няма изградени скоростни пътища, но те са в процес на планиране. Планираните за строителство скоростни пътища са: София – Гюешево, Монтана – Ботевград, Русе – Маказа, Варна – Дуранкулак, Русе – Шумен, Пловдив – Рудозем.

### Пътища първи клас
Пътищата от първи клас в България са предназначени за осъществяване на транзитно движение на големи разстояния (предимно от граница до граница). Те обслужват големи територии и съвпадат с направленията на основните транспортни потоци в страната.
В страната има 9 първокласни пътя, номерирани от 1 до 9. Номерът е четен при направление на пътя запад-изток и нечетен – при направление север-юг. Четните номера нарастват от север на юг, а нечетните – от запад на изток. Километражът на пътищата с четни номера се води от запад на изток, а на пътищата с нечетни – от север на юг.
Общата дължина на първокласните пътища е 3068,3 km и е по-голяма с 93,3 km от действителната дължина от 2975 km, тъй като в някои отсечки, част от първокласните пътища (I-1, I-6 и I-8) се дублират в околовръстния път на София, (I-1 и I-6) – в отсечката София-Перник, (I-2 и I-7) – северно от Шумен, (I-5 и I-6) – източно от Казанлък и (I-5 и I-8) – североизточно от Хасково.
| Табела | Път  | Начало     | През | Край             | Дължина   |
| ------ | ---- | ---------- | --- | ---------------- | --------- |
|        | I-1  | Видин      | Граница Румъния – Дунав мост 2 – о.п. Видин – Димово – Ружинци – Белотинци – Монтана – о.п Враца – о.п. Мездра – Ботевград – Горни Богров – о.п. София – Даскалово – о.п. Дупница – о.п. Благоевград – о.п. Симитли – Кресна – Кулата – граница Гърция | Кулата           | 453,8 km  |
|        | I-2  | Русе       | Граница Румъния – Русе – Цар Калоян – о.п. Разград – о.п. Шумен – Девня – Варна | Варна            | 203 km    |
|        | I-3  | Бяла       | Гара Бяла – о.п. Плевен – Луковит – Коритна – Ябланица – Ботевград | Ботевград        | 203 km    |
|        | I-4  | Коритна    | Коритна – Български извор – Микре – о.п. Севлиево – Велико Търново – о.п. Омуртаг – о.п. Търговище – ПВ Белокопитово | Шумен            | 264,3 km  |
|        | I-5  | Русе       | Русе – Бяла – Полски Тръмбеш – Велико Търново – о.п. Дебелец – Дряново – Габрово – Шипка – Казанлък – о.п. Стара Загора – Средец – Димитровград – о.п. Хасково – Конуш – Черноочене – Кърджали – Момчилград – Маказа – граница Гърция                  | Маказа           | 397.3 km  |
|        | I-6  | Гюешево    | Граница Северна Македония – Гюешево – о.п. Кюстендил – Радомир – Перник – о.п. София – Долни Богров – Пирдоп – Розино – Карлово – о.п. Калофер – о.п. Казанлък – о.п. Сливен – Лозенец – Карнобат – Бургас                                             | Бургас           | 508,5 km  |
|        | I-7  | Силистра   | Граница Румъния – о.п. Силистра – о.п. Дулово – о.п. Шумен – о.п. Преслав – Върбица – Бероново – Мокрен – Зимница – о.п. Ямбол – о.п. Елхово – Гранитово – Мелница – Лесово – граница Турция                                                           | Лесово           | 326,7 km  |
|        | I-8  | Калотина   | Граница Сърбия – Калотина – Драгоман – о.п. София – о.п. Ихтиман – Костенец – Белово – Пазарджик – Пловдив – Поповица – о.п. Хасково – Харманли – Любимец – Свиленград – Капитан Андреево – граница Турция                                             | Капитан Андреево | 386,1 km  |
|        | I-9  | Дуранкулак | Граница Румъния – Дуранкулак – Шабла – о.п. Каварна – Балчик – Оброчище – Кранево – Златни пясъци – Свети Константин – Варна – Старо Оряхово – Обзор – о.п. Слънчев бряг – Бургас – Маринка – Звездец – Малко Търново – граница Турция                 | Малко Търново    | 325,6 km  |
| Общо   | Общо | Общо       | Общо | Общо             | 3068,3 km |

### Пътища втори клас
Пътищата от втори клас в България са предназначени за транзитно движение на средни разстояния. Те изпълняват разпределителни функции в транспортната система, като уплътняват мрежата от първокласни пътища и осигуряват оптимални маршрути на транзитното движение към отделни региони в страната.
Второкласните пътища се номерират с двуцифрени номера (от 11 до 99), като първата цифра показва номера на първокласния път, от който се отклонява, а втората – посоката на отклонение (четна – при отклонение вдясно, и нечетна – при отклонение вляво, по посока на нарастване на километража на първокласния път).
В България има 44 броя второкласни пътища с обща дължина 4061 km, която е в повече с 23 km от действителната дължина от 4035 km, тъй като в някои участъци второкласните пътища се дублират.
| Табела | Път   | Начало                    | Край                      | Дължина  | Табела | Път   | Начало                    | Край                       | Дължина  |
| ------ | ----- | ------------------------- | ------------------------- | -------- | ------ | ----- | ------------------------- | -------------------------- | -------- |
|        | II-11 | Видин                     | Никопол                   | 216,9 km |        | II-55 | Велико Търново            | Свиленград                 | 190 km   |
|        | II-12 | Видин                     | ГКПП Брегово              | 27,4 km  |        | II-56 | Шипка                     | Пловдив                    | 100,1 km |
|        | II-13 | Монтана                   | Долни Дъбник              | 105,3 km |        | II-57 | Стара Загора              | Новоселец                  | 41,5 km  |
|        | II-14 | Видин                     | ГКПП Връшка Чука          | 41,7 km  |        | II-58 | Асеновград                | Черноочене                 | 60,8 km  |
|        | II-15 | Враца                     | Оряхово                   | 78,2 km  |        | II-59 | Момчилград                | Ивайловград                | 94,2 km  |
|        | II-16 | Мездра                    | София                     | 88 km    |        | II-62 | Кюстендил                 | Самоков                    | 80 km    |
|        | II-17 | Ботевград                 | АМ Хемус                  | 6 km     |        | II-63 | Перник                    | ГКПП Стрезимировци         | 68,7 km  |
|        | II-18 | Софийски околовръстен път | Софийски околовръстен път | 61,8 km  |        | II-64 | Карлово                   | Пловдив                    | 54,5 km  |
|        | II-19 | Симитли                   | ГКПП Илинден              | 109,7 km |        | II-66 | Сливен                    | Поповица                   | 127,6 km |
|        | II-21 | Русе                      | Силистра                  | 114,9 km |        | II-71 | Силистра                  | Оброчище                   | 124,3 km |
|        | II-23 | Русе                      | Дулово                    | 118 km   |        | II-73 | Шумен                     | Карнобат                   | 89,9 km  |
|        | II-27 | Нови Пазар                | Балчик                    | 112,2 km |        | II-74 | Дралфа                    | Велики Преслав             | 38 km    |
|        | II-29 | Варна                     | ГКПП Кардам               | 82,3 km  |        | II-76 | Харманли                  | Елхово                     | 67,2 km  |
|        | II-34 | Плевен                    | Никопол                   | 44,5 km  |        | II-79 | Елхово                    | Бургас                     | 90,2 km  |
|        | II-35 | Плевен                    | Кърнаре                   | 126,3 km |        | II-81 | София                     | Лом                        | 149,5 km |
|        | II-37 | Джурово                   | Доспат                    | 225,6 km |        | II-82 | София                     | Костенец                   | 86,3 km  |
|        | II-44 | Севлиево                  | Габрово                   | 30,1 km  |        | II-84 | Пазарджик                 | Разлог                     | 104,8 km |
|        | II-48 | Омуртаг                   | Мокрен                    | 62,7 km  |        | II-86 | Пловдив                   | ГКПП Рудозем               | 147,4 km |
|        | II-49 | Тутракан                  | Търговище                 | 99,3 km  |        | II-88 | Свиленград                | ГКПП Капитан Петко Войвода | 3,5 km   |
|        | II-51 | Бяла                      | Пресяк                    | 98,2 km  |        | II-89 | Свиленград                | Пъстрогор                  | 3 km     |
|        | II-52 | Гара Долапите             | Никопол                   | 115 km   |        | II-97 | Добрички околовръстен път | Добрички околовръстен път  | 23,7 km  |
|        | II-53 | Поликраище                | Средец                    | 212,1 km |        | II-99 | Бургас                    | ГКПП Малко Търново         | 109,1 km |
|        | II-54 | Вардим                    | Бяла                      | 30,6 km  |        |       |                           |                            |          |
| Общо   | Общо  | Общо                      | Общо                      | Общо     | Общо   | Общо  | Общо                      | Общо                       | 4061 km  |

### Пътища трети клас
Пътищата от трети клас в България са всички републикански пътища, които не притежават характеристиките на автомагистрали или на пътища от първи и втори клас. Те служат за разпределяне на движението във вътрешността на териториите, принадлежащи към пътищата от по-висок клас, или осигуряват връзки между отделните общини. Те уплътняват държавната пътна мрежа в страната и осигуряват връзки с местните пътища.
Третокласните пътища се номерират с трицифрени (от 101 до 999) или четирицифрени (от 1001 до 9999) номера:
- Пътищата трети клас с трицифрени номера от 101 до 909 са отклонения от първокласни пътища, като първата цифра показва номера на първокласния път, втората е нула, а третата показва посоката на отклонението (четна – при отклонение вдясно, и нечетна – при отклонение вляво, по посока на нарастване на километража на първокласния път). Пътищата трети клас с трицифрени номера от 111 до 999 са отклонения от второкласни пътища, като първите две цифри показват номера на второкласния път, а третата показва посоката на отклонението (четна – при отклонение вдясно, и нечетна – при отклонение вляво, по посока на нарастване на километража на второкласния път).
- Пътищата трети клас с четирицифрени номера са тези, които са били прекласирани в трети клас след 2000 г. Пътищата трети клас с четирицифрени номера от 1001 до 9009 са отклонения от първокласни пътища, като първата цифра показва номера на първокласния път, втората и третата са нула, а четвъртата показва посоката на отклонението (четна – при отклонение вдясно, и нечетна – при отклонение вляво, по посока на нарастване на километража на първокласния път). Пътищата трети клас с трицифрени номера от 1101 до 9909 са отклонения от второкласни пътища, като първите две цифри показват номера на второкласния път, третата е нула, а четвъртата показва посоката на отклонението (четна – при отклонение вдясно, и нечетна – при отклонение вляво, по посока на нарастване на километража на второкласния път). Пътищата трети клас с трицифрени номера от 1111 до 9999 са отклонения от третокласни пътища, като първите три цифри показват номера на третокласния път, а четвъртата показва посоката на отклонението (четна – при отклонение вдясно, и нечетна – при отклонение вляво, по посока на нарастване на километража на третокласния път).

Общият брой на третокласните пътища в България е 406 броя, от които с трицифрени номера – 150 броя, с четирицифрени номера – 256 броя.
При пътищата с трицифрени номера разпределението по дължина е както следва:
- с дължина над 100 km – 3 броя пътища (Републикански път III-866 – 126 km, Републикански път III-407 – 100,3 km и Републикански път III-208 – 100,2 km);
- между 90 и 99,9 km – 1 брой;
- между 80 и 89,9 km – 6 броя;
- между 70 и 79,9 km – 9 броя;
- между 60 и 69,9 km – 16 броя;
- между 50 и 59,9 km – 12 броя;
- между 40 и 49,9 km – 22 броя;
- между 30 и 39,9 km – 33 броя;
- между 20 и 29,9 km – 29 броя;
- между 10 и 19,9 km – 16 броя;
- под 10 km – 4 броя (най-къси Републикански път III-641 – 8,5 km, Републикански път III-189 – 7 km и Републикански път III-513 – 1,6 km).

При пътищата с четирицифрени номера разпределението по дължина е както следва:
- с дължина между 50 и 70 km – 5 броя пътища (Републикански път III-1306 – 65 km, Републикански път III-8611 – 59,4 km и Републикански път III-7001 – 55,7 km);
- между 40 и 49,9 km – 9 броя;
- между 30 и 39,9 km – 41 броя;
- между 20 и 29,9 km – 67 броя;
- между 10 и 19,9 km – 94 броя;
- под 10 km – 40 броя (най-къси Републикански път III-8672 – 2 km, Републикански път III-8601 – 1,9 km и Републикански път III-5393 – 1,2 km).

## История
С указ на Княз Александър I през 1883 г. се утвърждават Закон за направата, поправката и поддръжката на окръжните пътища и Правилник за службата на кантонерите, уреждащ надзора и поддръжката на пътищата.
| Година | Общо km | Държавни | Общински | Паважни | Бетон | Асфалт | Магистрали |
| ------ | ------- | -------- | -------- | ------- | ----- | ------ | ---------- |
| 1883   | 2100    | -        | -        | -       | -     | -      | -          |
| 1893   | 3367    | -        | -        | -       | -     | -      | -          |
| 1914   | 8876    | 6422     | 2454     | -       | -     | -      | -          |
| 1922   | 10940   | 6897     | 4043     | -       | -     | -      | -          |
| 1934   | 7485    | 9986     | -        | -       | -     | -      | -          |
| 1940   | -       | -        | -        | -       | 95    | 50     | -          |
| 1944   | 22195   | -        | -        | -       | -     | 9      | -          |
| 1964   | 24327   | -        | -        | -       | -     | 8283   | -          |
| 1973   | 30057   | -        | -        | -       | -     | -      | -          |
| 1990   | 36972   | -        | -        | -       | -     | -      | 274        |
| 2008   | -       | -        | -        | -       | -     | -      | 407        |
| 2012   | -       | -        | -        | -       | -     | -      | 519        |
| 2018   | -       | -        | -        | -       | -     | -      | 800        |